# Dance-rock
Dance-rock je hudební styl, vycházející ze žánru post-disca, spojeného se žánry post-punk a no wave, a částečnými vlivy R&B a funku. Představiteli tohoto stylu jsou formace Gina X Performance (skladba „No G.D.M.“) a skupiny jako Liquid Liquid, Polyrock, Dinosaur L a kompilační album Disco Not Disco z roku 2000.
AllMusic definuje „dance-rock“ jako hudbu 80. a 90. let praktikovanou rockovými hudebníky a ovlivněnou žánry jako Philadelphia soul, disco a funk, spojenou s rockem a dance. Podle Allmusic do tohoto žánru patří interpreti jako The Rolling Stones, David Bowie, Duran Duran, INXS, Eurythmics, Depeche Mode, The Clash, New Order a Devo.